# Peneireiro-cinzento

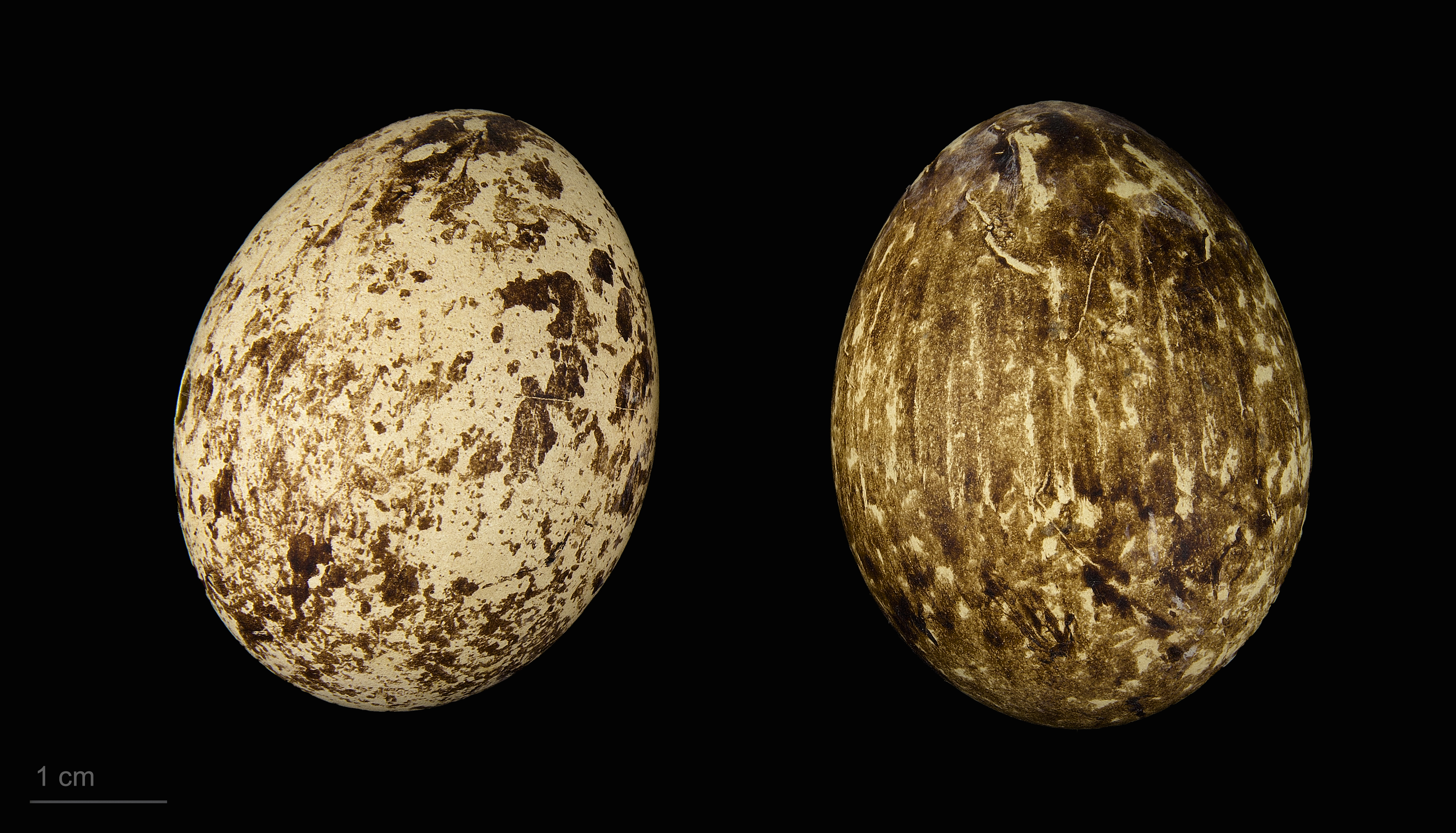
Elanus caeruleus - MHNT

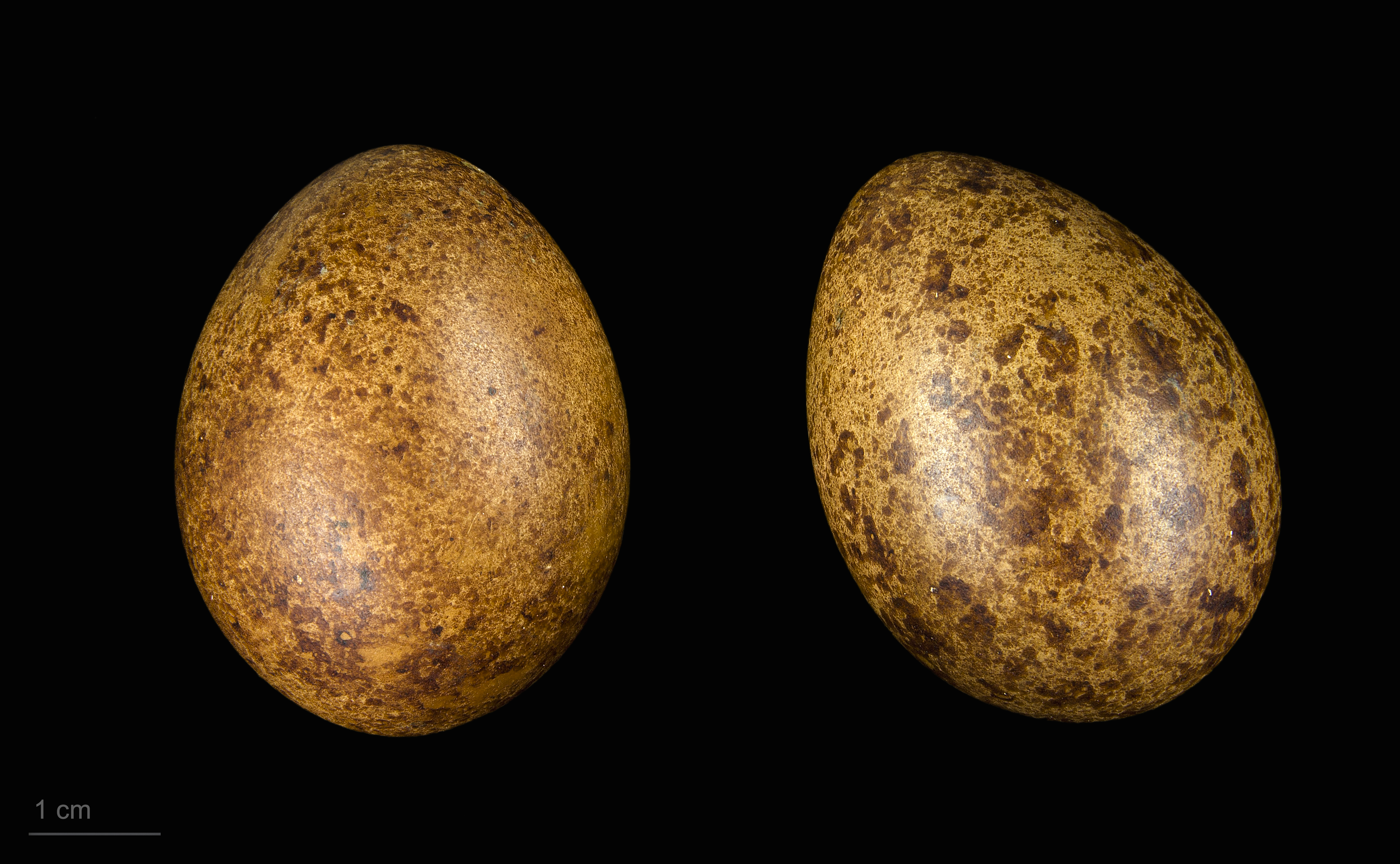
Elanus caeruleus hypoleucus - MHNT

O peneireiro-cinzento ou milhafre-cinzento (Elanus caeruleus) é uma ave de rapina pertencente à família Accipitridae. 
Tem um comprimento aproximado de 33 cm e envergadura de 78 cm. Tem a cabeça especialmente grande e projectada para a frente, face branca e máscara preta em torno dos olhos. Asas longas e com "dedos", ao contrário do peneireiro-vulgar. O adulto tem o dorso cinzento claro, as supra-alares pretas, a parte inferior toda branca e a ponta inferior das asas preta. Quando pousado, visto de frente, parece completamente branco. O juvenis tem a parte superior manchada de castanho mas já apresenta as asas cinzentas.
Habita espaços abertos e semi-desérticos, especialmente na África sub-saariana e Ásia tropical, mas aparece com regularidade na Europa e em especial na Península Ibérica. Faz o ninho em árvores.
Caça pequenos mamíferos, aves e insectos.